# Pauline Allin
Pauline Allin (2 mei 1995) is een Franse wielrenster. Ze rijdt anno 2020 voor de wielerploeg Team Arkéa. Allin won in 2020 de zesde etappe in de Tour de l'Ardèche.

## Palmares
2020
6e etappe Tour de l'Ardèche

### Resultaten in de voornaamste wedstrijden
| Jaar | Luik-Bast.‑Luik | La Course by Le Tour de France | Classic Lorient Agglomération |
| ---- | --------------- | ------------------------------ | ----------------------------- |
| 2016 |                 |                                | opgave                        |
| 2017 | 96e             |                                | 92e                           |
| 2018 |                 |                                |                               |
| 2019 |                 | 87e                            |                               |
| 2020 |                 | opgave                         |                               |

## Ploegen
- 2017 ·  SAS–Macogep (vanaf 13-4)
- 2019 ·  Charente-Maritime Women Cycling
- 2020 ·  Team Arkéa